# Ariobarzane Ier d'Atropatène
Pour les articles homonymes, voir Ariobarzane.
Ariobarzane Ier d'Atropatène (65-25 av. J.-C.) est un dynaste ou roi de Médie-Atropatène. Il a régné de 30 à 25 av. J.-C.
Selon Cyrille Toumanoff, Ariobarzane Ier de Médie-Atropatène est le fils d'un roi Mithridate Ier de Médie-Atropatène (vers 67 av. J.-C.) et d'une fille de Tigrane II d'Arménie, ce qui expliquerait les prétentions de ses descendants au trône d'Arménie en opposition aux derniers Artaxiades.
Ariobarzane Ier meurt en 25 av. J.-C., en laissant un fils :
- Artavazde Ier, roi de Médie-Atropatène et de Sophène de 30 à 20 av. J.-C.